# Názim Sáker Szálim
Názim Sáker Szálim (arabul: ناظم شاكر سالم; Bagdad, 1958. április 13. – Erbíl, 2020. szeptember 11.) válogatott iraki labdarúgó, hátvéd, edző.

## Pályafutása

### Játékosként
Názim Sáker Szálim volt az egyik legtehetségesebb védő az iraki futball történetében. Játékos pályafutását az Al-Amalnál kezdte 1976-ban, majd a következő évtől az Al-Quwa Al-Jawiyánál játszott 1988-ig, majd az Al-Salam klub játékos-menedzsere lett.
1978-tól 1986-ig játszott az iraki válogatottban: 57 mérkőzésen 3 gólt szerzett. Irakot képviselte az 1979-es katonai világbajnokságon és a mexikói 1986-os labdarúgó-világbajnokságon. Itt Paraguay, Belgium és a házigazda Mexikó ellen játszott.

### Edzőként
1989 és 2019 között több mint 20 iraki és 1 iráni együttest irányított. 2009 júliusa és novembere között az iraki labdarúgó-válogatott ideiglenes edzőjeként dolgozott. Csapatával megnyerte a 2009-es Egyesült Arab Emírségek Nemzetközi Kupát. Utoljára 2018. december 8-tól az Erbíl edzője volt. 17 mérkőzésen (5 győzelem) irányította a csapatot. 2019. április 27-én hagyta el az együttest.

## Halála
2020. szeptember 11-én halt meg egy erbíli kórházban a Covid19 miatt a  Covid19-világjárvány idején.

## Fordítás
- Ez a szócikk részben vagy egészben  a   Nadhim Shaker című angol Wikipédia-szócikk ezen változatának fordításán alapul.  Az eredeti cikk szerkesztőit annak laptörténete sorolja fel. Ez a jelzés csupán a megfogalmazás eredetét és a szerzői jogokat jelzi, nem szolgál a cikkben szereplő információk forrásmegjelöléseként.